# Napomyza scrophulariae
Napomyza scrophulariae är en tvåvingeart som beskrevs av Spencer 1966. Napomyza scrophulariae ingår i släktet Napomyza och familjen minerarflugor. Arten är reproducerande i Sverige. Inga underarter finns listade i Catalogue of Life.